# عديد حمض اللبنيك

الشكل الهيكلي لعديد حمض اللبنيك

متعدد حمض اللبنيك أو متعدد حمض اللاكتيك (بالإنجليزية: Poly (lactic acid))‏، ويرمز له اختصارًا PLA، وهو بوليمير ذو كتلة جزيئية عالية، بنيته التركيبية هي -O-CH(CH3)-CO-، فهو متعدد إستر أليفاتي، متفكك حيوياً، ويتفكك إلى ماء وثاني أكسيد الكربون، إلا أن نسبة ثاني أكسيد الكربون لا تزداد نتيجة تفككه لأنه يستهلك من الجو أثناء نمو النبات التي يصنع منها PLA. وهو من اللدائن المتلدنة حرارياً. يصنع من الموارد المتجددة سنوياً، مثل نشاء الذرة (في الولايات المتحدة) أو من قصب السكر (في بقية العالم). بالرغم من أن عديد حمض اللبنيك معروف لأكثر من قرن، إلا أن الاهتمام التجاري ازداد فقط في السنوات الأخيرة، بسبب سطوع نجم المواد المتفككة حيوياً. 

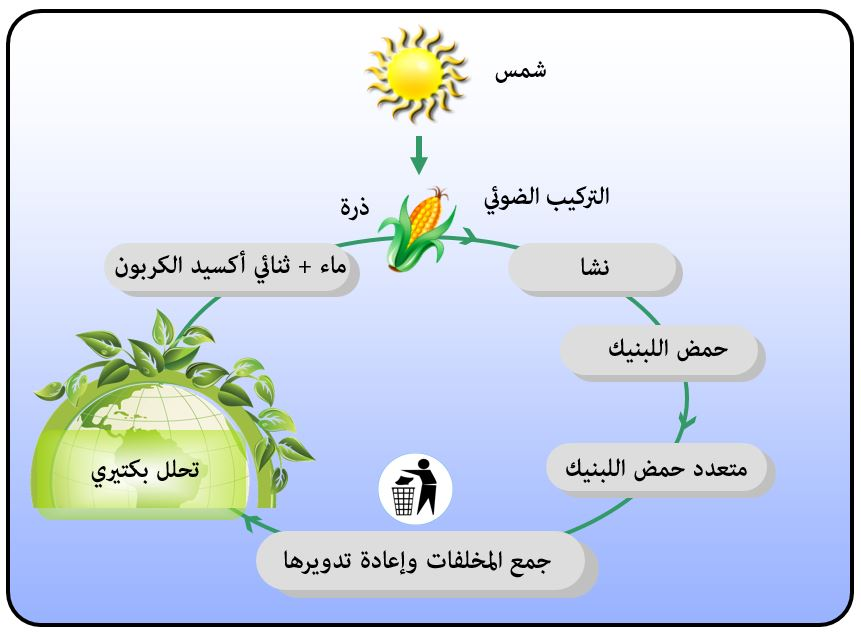
إعادة تدوير بوليمير متعدد حمض اللبنيك في الطبيعة

## تاريخ
أول من برهن على وجود حمض اللبنيك هو الكيميائي السويدي كارل فلهلم شيله (1742-1786) الذي كان أول من برهن على وجود حمض اللاكتيك. ويعود أول إنتاج تجاري له إلى سنة 1881م كما أن تحول عديد السكريد إلى حمض اللبنيك معروف منذ قرون في مجال الزراعة وحفظ الأطعمة. وقد لاحظ الكيميائي الفرنسي براكونو (Braconnot)، أنه يمكن تصنيع حمض اللبنيك بعمليات التخمير. وقد نشر غي لوساك (Gay-Lussac) وبلوز (Pelouze) طريقة إنتاج اللاكتيد في سنة 1833 وكذلك بيشوف (Bischoff) وفالدن (Walden) سنة 1893م. وقد وضعت براءة اختراع في فرنسا سنة 1913 لإنتاج اللاكتيد شركة (Chemische Werke)، وكذلك في الولايات المتحدة سنة 1914 لأصحابها (Grüter وPohl).
في سنة 1932، قام كاروثرز وهو باحث في شركة دوبونت بتصنيع أول بوليمير متعدد حمض اللبنيك. فبتسخين حمض اللبنيك في جو مفرغ ينتج متعدد اللبنيك بكتلة جزيئية منخفضة ، ولكن الطريقة بقيت محدودة بالاستخدام الصناعي. وفي الولايات المتحدة، وظفت شركات دوبونت وإثيكون (Ethicon Inc) متعدد حمض اللبنيك منذ 1954 في التطبيقات الطبية مثل خيوط الجراحة والغرسات وفي إطلاق الأدوية الداخلي الموجه. وقد قامت شركات يابانية مثل شيماتزو كوربوريشن وميتسوي للكيماويات بإنتاج كميات صغيرة من المنتجات البلاستيكية من متعدد حمض اللاكتيك. وفي سنة 1986، وصِفَ متعدد حمض اللبنيك بأن له إمكانية أن يكون منتجًا بلاستيكيًا. وفي سنة 1988، كانت شركة كارغيل إحدى أوائل الشركات التي طورت بوليميرات متعدد حمض اللبنيك، فقد بدأت هذه الشركة البحث عن تقنية إنتاج PLA في سنة 1987، وأنتجت كميات كبيرة في مصنعها سنة 1992م. وفي سنة 1994، أنشأت مصنعًا باستطاعة إنتاج 5000 طنًا سنويًا من PLA. وفي سنة 1997، قامت شركة كارغيل بالتعاون مع شركة داو للكيماويات، بهدف تسويق PLA، وهذا دفع إلى إنشاء نيتشر وركس تكنولوجي في سنة 2001. وأسس مصنع جديد كبير لإنتاج PLA في بلير، نبراسكا. وقد تعاونت الشركتان اليابانيتان، شيمادزو (Shimadzu) وكانيبو غوزين لإنتاج ألياف من متعدد حمض اللبنيك مخبريًا بطريقة الغزل المصهور في سنة 1992م. وفي سنة 1994م، أنتجت الشركة اليابانية كانيبو غوزين ألياف PLA باسم تجاري لاكترون (Lactron)، وأنتجت أيضًا قماشًا غير منسوج بطريقة الصهر باستطاعة إنتاجية 3000 طن سنويًا. وقد استخدم هذا القماش غير المنسوج في التطبيقات الزراعية بسبب تحللها السهل. وفي سنة 1997، أنتجت الشركة الفرنسية فيبر ويب (Fiberweb S.A.) قماشًا غير منسوج بطريقة الصهر باسم تجاري ديبوزا (Deposa). ومنذ 1998، أنتجت شركتي كارغيل وبوراك بيوكيم (Purac Biochem BV) بوليمير PLA باستطاعة 34000 طن سنويًا. كما أن شركة كارغيل داو، بعد أندماج الشركتين، أنشأت مصنعًا لإنتاج PLA من سكر العنب باستطاعة 40000 طن سنويًا، وأنتج بوليمير EcoPLA. وقد أطلقت الشركة اليابانية كانيبو ألياف لاكترون من PLA لتصنيع الألبسة في سنة 1998. وفي سنة 2000، زادت كارغيل داو من قدرتها الإنتاجية لألياف EcoPLA حتى 80000 طن سنويًا. وفي بلير، نبراسكا في الولايات المتحدة بدأت بإنتاج نيتشر وركس بقدرة إنتاجية 140000 طن سنويًا في سنة 2002 ، باستثمار قدره 300 مليون دولار واستخدام 1000 طن من الذرة يوميًا. وفي بداية 2003، قدمت شركة كارغيل داو إلى السوق ألياف إنجيو من PLA مصنوعة من بوليمير شركة نيتشر وركس.

## التركيب

بلمرة عديد حمض اللبنيك بالفتح الحلقي للاكتيد

## معرض صور

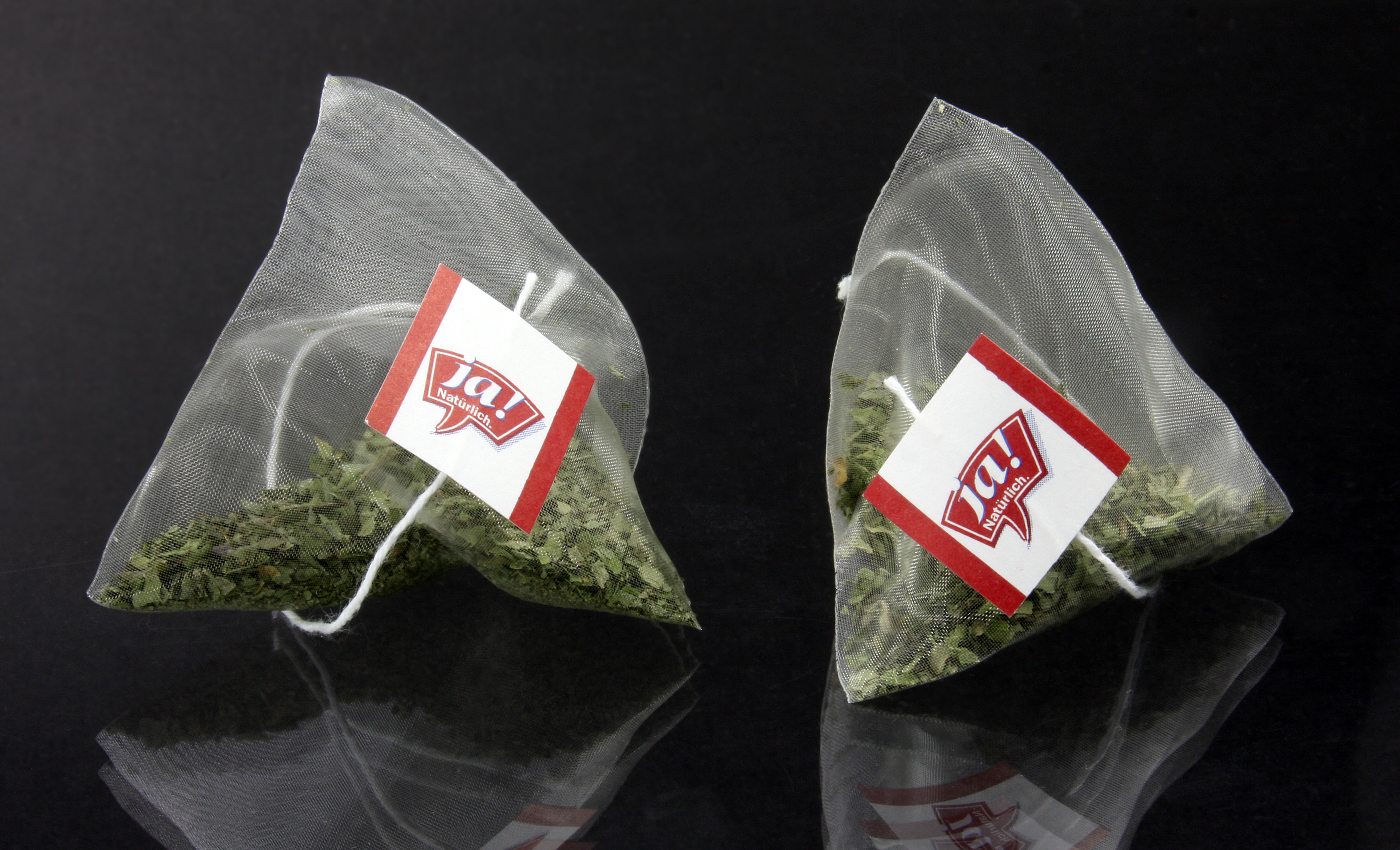
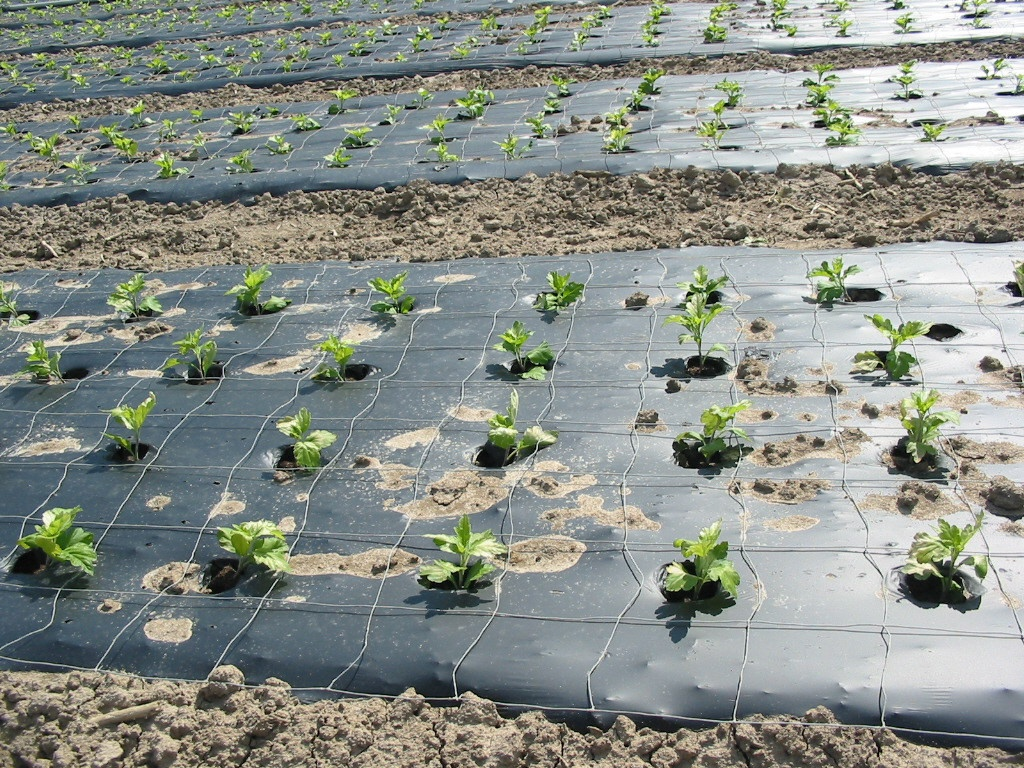
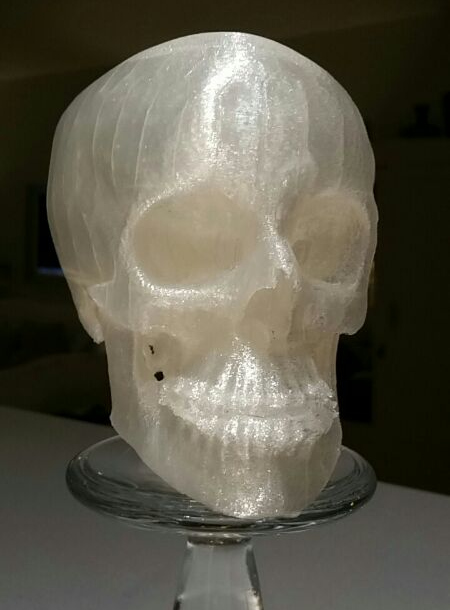